# Шлях на Санта-Фе
«Шлях на Санта-Фе» (англ. Santa Fe Trail) — історичний вестерн 1940 року. Фільм знаходиться у громадському надбанні у США.

## Історична основа
Дія фільму відбувається у 1854 році, напередодні Громадянської Війни у США. Штат Канзас став полем кривавих зіткнень прихильників та противників рабства. У фільмі діють реальні історичні особи: Джеймс (Джеб) Стюарт, Джон Браун та інші.

## У ролях
| Актор              | Роль                    |
| ------------------ | ----------------------- |
| Еррол Флінн        | Джеб Стюарт             |
| Олівія де Гевіленд | Кіт Карсон Голлідей     |
| Реймонд Мессі      | Джон Браун              |
| Рональд Рейган     | Джордж Армстронг Кастер |
| Алан Гейл          | Текс Белл               |
| Вільям Ландінген   | Боб Голлідей            |
| Ван Гефлін         | Карл Райдер             |
| Джин Рейнольдс     | Джейсон Браун           |
| Генрі О'Ніл        | Сайрус К. Голлідей      |
| Алан Бакстер       | Олівер Браун            |
| Гуїн Вільямс       | Вінді Броуді            |
| Мороні Олсен       | Роберт Едвард Лі        |
| Девід Брюс         | Філіп Шерідан           |
| Ворд Бонд          | Таунлі                  |
| Ервілл Алдерсон    | Джефферсон Девіс        |
| Лейф МакКі         | епізод                  |
| Едвард Пейл        | епізод                  |
| Едмунд Мортімер    | епізод                  |